# 토지관할
토지관할(土地管轄)은 소재지를 달리하는 동종의 법원 사이에 소송사건(제1심 사건)의 분담 관계를 정해 놓은 것을 말한다.